# ISync
iSync — програма, що здійснює синхронізацію даних комп'ютера з різноманітними пристроями (КПК, мобільні телефони та ін.). Входить до стандартної постачання Mac OS X.
Спершу використовувалася як стандартний інструмент для синхронізації контактів, нотатків та календарів з iPod, але згодом цей обов'язок перебрала на себе iTunes.